# Primulaceae
Primulaceae, las primuláceas, son una familia de plantas espermatófitas anuales o perennes  (raramente matas), con 22 géneros que incluyen conocidas plantas de jardín, como las prímulas y flores silvestres. 

Unas 800 especies, cosmopolitas, la mayoría, de las regiones templadas y frías del hemisferio boreal, muchas de montaña (Vitaliana primuliflora) otras acuáticas (Salomus valerande).

## Características
Se caracterizan por sus hojas simples, opuestas (Anagallis), verticiladas (Lysimachia vulgaris), en roseta verdadera (Androsace) o falsa (Prímula). Flores hermafroditas, casi siempre actinomorfas o cigomorfas, generalmente pentámeras, gamopétalas, de ovario súpero o en ocasiones semiínfero, unilocular, con placentación basal, con heterostilia; solitarias o en umbelas sobre un escapo. Frutos en cápsula o pixidio.

## Descripción

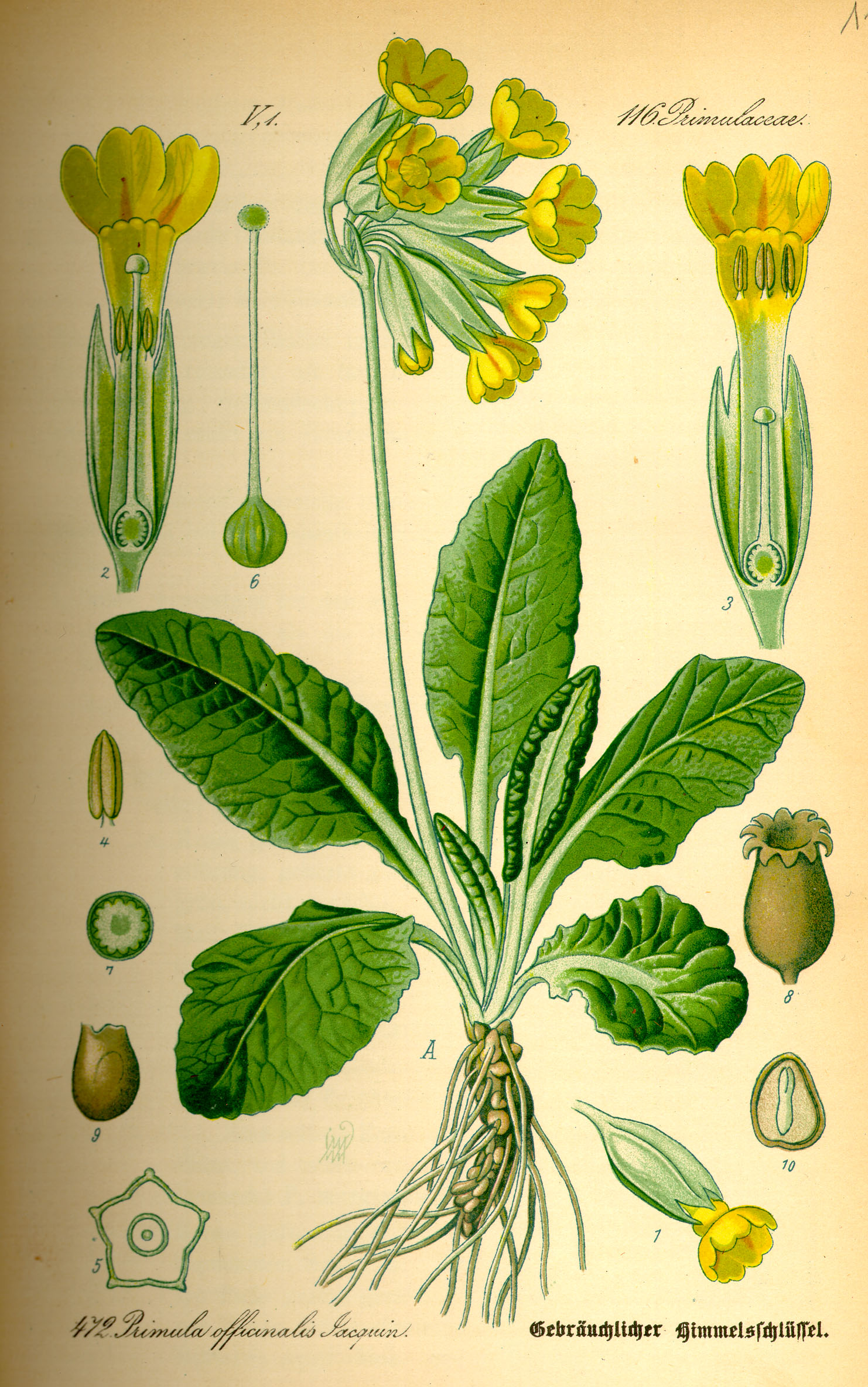
Dibujo botánico de Primula officinalis Jacquin. Leyenda: (A) la planta entera; (2) y (3) secciones transversales verticales de la flor; (4) estambre; (5) sección transversal horizontal de la flor mostrando el cáliz alrededor de la corona de la flor y el estigma; (6) el estigma; (7) sección transversal a través del ovario; (8) cáliz; (9) semilla; (10) sección transversal de la semilla.

La familia comparte una serie de características, tales como flores haplostémonas que tienen el mismo número de pétalos y estambres,  corolas sympetalae que tiene los pétalos unidos, estambres opuestos a los pétalos, placentación central libre, óvulos bitégmicos (de dos capas) y formación de endospermo nuclear.

### Tallos
Las primuláceas son en su mayoría herbáceas, sin tallo leñoso, salvo que algunas forman cojines (esteras que se extienden a unos pocos centímetros de altura) y sus tallos están endurecidos por la lignina. Los tallos pueden crecer erguidos o extenderse horizontalmente y luego volverse erguidos (decumbentes).

### Hojas
Las hojas son simples, ya que están unidas directamente al tallo por un pecíolo (tallo), pero a diferencia de las hojas de la mayoría de las plantas con flor no tienen estípulas. El pecíolo es corto o la hoja se estrecha gradualmente hacia la base. La disposición de las hojas es normalmente alterna, pero algunas son opuestas o verticales, y generalmente hay una roseta en la base del tallo. Los bordes son dentados o con dientes de sierra. Las hojas nuevas en el brote suelen ser involutivas (enrolladas hacia la superficie superior) o conduplicadas (plegadas hacia arriba), pero unas pocas especies se enrollan hacia abajo.

### Flores
Cada flor es bisexual, teniendo tanto estambres como carpelos. Tienen simetría radial; los pétalos pueden estar separados o parcial o totalmente fundidos entre sí para formar una corola con forma de tubo que se abre en la boca para formar una forma de campana (como en el punto 8 de la figura) o una flor de cara plana. En la mayoría de las familias de Ericales, los estambres alternan con los lóbulos, pero en Primulaceae hay un estambre opuesto a cada pétalo.
El cáliz tiene de 4 a 9 lóbulos y persiste después de la floración. Se agrupan en racimos no ramificados, indeterminada como racimos, espigas, corimbos o umbelas.

### Anatomía reproductiva
El fruto de las Primulaceae comienza como un ovario y en su interior se encuentran las futuras semillas (óvulos). Éstos están unidos a un eje central sin ningún tipo de tabiques entre ellos (una disposición llamada placentación central libre; véase el punto 7 de la figura), y son bitégmicos (tienen una doble capa protectora alrededor de cada óvulo). A diferencia de la mayor parte de otras familias de Ericales, ambas capas forman la abertura en la parte superior (el micropilo).

### Semillas y frutos
A medida que las semillas se desarrollan, un endospermo crece alrededor del embrión mediante la división libre de los núcleos sin formar paredes (formación de endospermo nuclear). El embrión forma un par de cotiledones cortos y estrechos (punto 10 de la figura). Por lo general, las semillas múltiples se encuentran en una cápsula que se transporta en un tallo recto (pedicelo o escape). Después de madurar, se separa, liberando las semillas de forma balística.

## Subfamilias
- Maesoideae
- Myrsinoideae
- Primuloideae
- Theophrastoideae[6]

## Géneros
- Androsace L. - Hojas en roseta.Dodecatheon
- Bryocarpum Hook. f. & Thomson
- Centunculus
- Cortusa L.
- Dionysia Fenzl.
- Dodecatheon L.
- Douglasia Lindl.
- Heberdenia Banks ex A. DC.
- Hottonia L.
- Kaufmannia Regel.

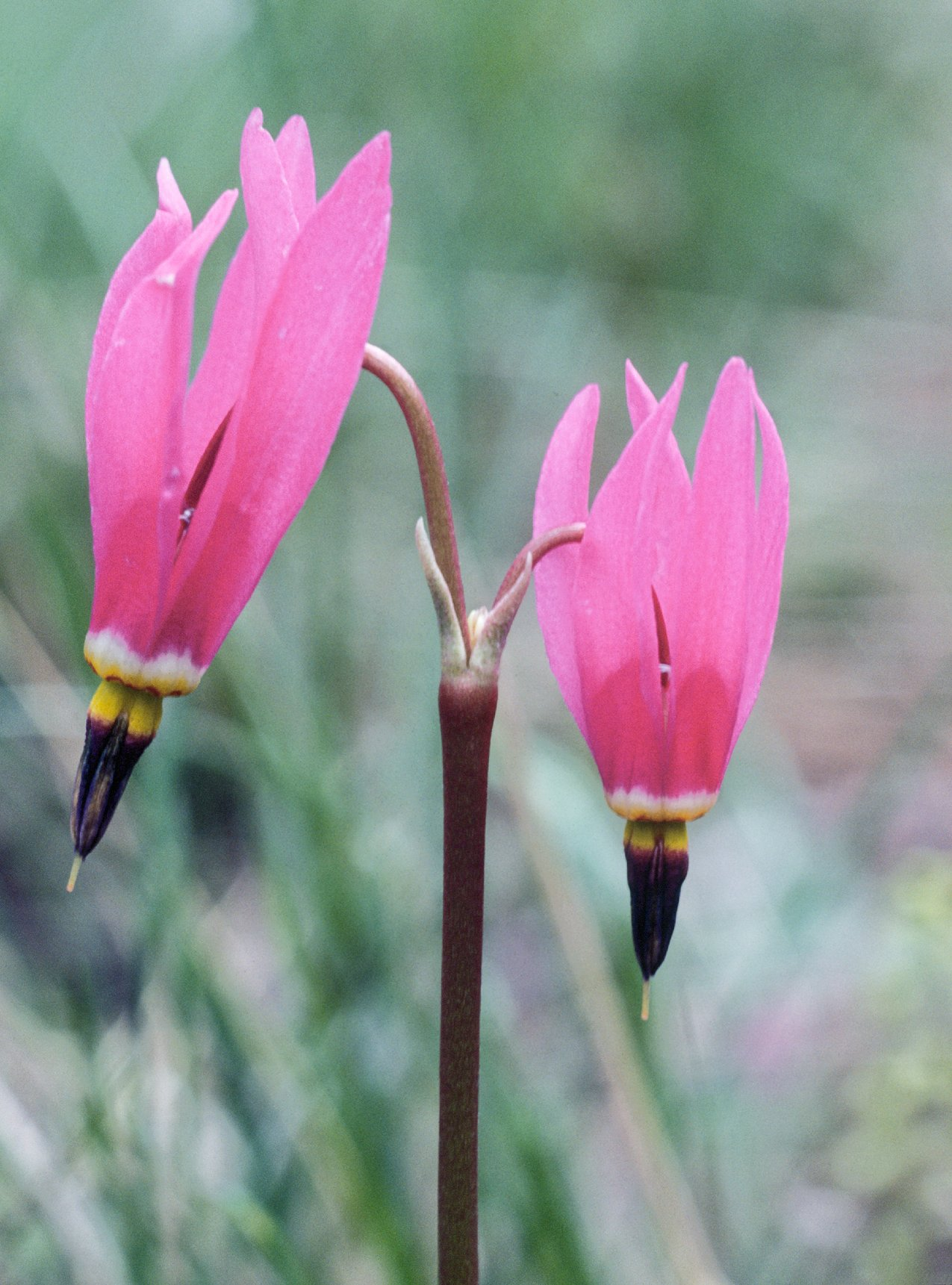
Dodecatheon

- Prímula L.  prímula, hojas en falsa roseta, flor actinomorfa.
- Samolus L.
- Soldanella L.
- Vitaliana Sesl.

Los siguientes géneros incluidos tradicionalmente en la familia primulaceae, deberían, según Källersjö et al. (2000), pertenecer a la familia Myrsinaceae:
- Anagallis  hojas opuestas, fruto en pixidio.
  - Anagallis arvensis L., murage; Anagallis arvensis

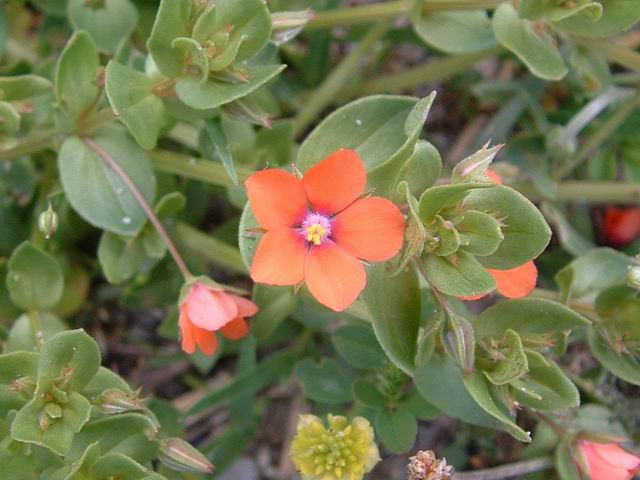
Anagallis arvensis

  - Anagallis crassifolia Thore; Lysimachia nummularia
  - Anagallis foemina Miller;

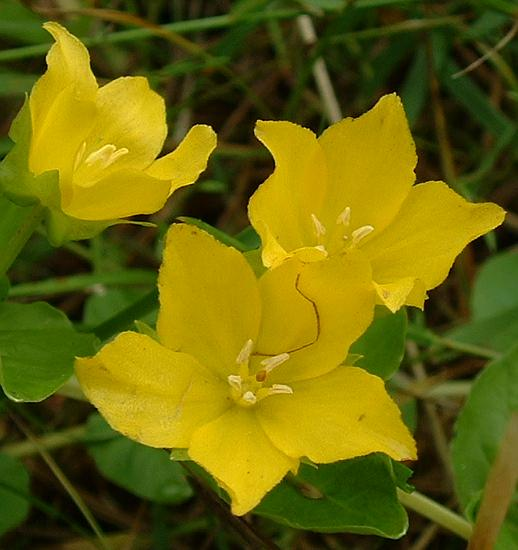
Lysimachia nummularia

  - Anagallis minima (L.) E. H. L. Krause,
  - Anagallis monelli L.,
  - Anagallis tenella (L.) L.
- Ardisiandra Hook. f.
- Asterolinon
  - Asterolinon linum-stellatum (L.) Duby
- Coris
  - Coris monspeliensis L.,
  - Coris hispanica
- Cyclamen ciclamen
  - Cyclamen balearicum Willk., pamporcino.
- Glaux
  - Glaux maritima L., en saladares.
- Lysimachia
- Pelletiera A. St.-Hil.
- Trientalis L.

## Sinonimia
- Aegicerataceae Blume
- Anagallidaceae Batsch ex Borkh.
- Ardisiaceae Juss.
- Coridaceae J. Agardh
- Embeliaceae J. Agardh
- Lysimachiaceae Juss.
- Maesaceae Anderb. et al.
- Myrsinaceae R. Br., nom. cons.
- Samolaceae Raf.
- Theophrastaceae D. Don, nom. cons.

### Libros
- Byng, James W. (2014). «Primulaceae». The Flowering Plants Handbook: A practical guide to families and genera of the world. Plant Gateway Ltd. pp. 399ff. ISBN 978-0-9929993-1-5.
- Christenhusz, Maarten J. M.; Fay, Michael F.; Chase, Mark W. (2017). «Primulaceae». Plants of the World: An Illustrated Encyclopedia of Vascular Plants. University of Chicago Press. p. 494. ISBN 978-0-226-52292-0.
- Kubitzki, K., ed. (2004). Celastrales, Oxalidales, Rosales, Cornales, Ericales. The Families and Genera of Vascular Plants VI. Berlin: Springer-Verlag. ISBN 978-3-662-07257-8. S2CID 12809916. doi:10.1007/978-3-662-07257-8.
- Bhattacharyya, Bharati (2005). Systematic botany. Alpha Science International. pp. 216–218. ISBN 9781842652510.
- Cronquist, Arthur (1988). The evolution and classification of flowering plants (2nd edición). Bronx, N.Y., USA: New York Botanical Garden. ISBN 9780893273323.
- Datta, Subhash C. (1988). «Primulaceae». Systematic botany. New Age Intl. pp. 387-388. ISBN 9788122400137.
- Judd, W.S.; Campbell, C.S.; Kellogg, E.A.; Stevens, P.F.; Donoghue, M.J. (2002). «Ericales». Plant Systematics: A Phylogenetic Approach (2nd edición). Sinauer Associates. pp. 425-436. ISBN 978-0-87893-403-4.
- Soltis, Douglas; Soltis, Pamela; Endress, Peter; Chase, M.W.; Manchester, Steven; Judd, Walter; Majure, Lucas; Mavrodiev, Evgeny (2018) [2005]. Phylogeny and Evolution of the Angiosperms: Revised and Updated Edition. University of Chicago Press. pp. 266, 269-271. ISBN 978-0-226-44175-7.

- Takhtajan, Armen Leonovich (1997). Diversity and Classification of Flowering Plants. Columbia University Press. ISBN 978-0-231-10098-4.
- Tomlinson, P. Barry (2016) [1986]. «Primulaceae (Myrinoideae: Myrsinaceae)». The Botany of Mangroves (2nd edición). Cambridge University Press. pp. 302-308. ISBN 9781316790656.
- Xu, Zhenghao; Chang, Le (2017). «2. Primulaceae». Identification and Control of Common Weeds. 3 vols. 3 (3rd edición). Springer. pp. 51-82. ISBN 978-981-10-5403-7.

#### Capítulos
- Stahl, B; Anderberg, A. A. (2004). Maesaceae. pp. 255-257., in Kubitzki (2004)
- Stahl, B; Anderberg, A. A. (2004). Myrsinaceae. pp. 266-281., in Kubitzki (2004)
- Anderberg, A. A. (2004). Primulaceae. pp. 313-319., in Kubitzki (2004)
- Stahl, B (2004a). Samolaceae. pp. 387-389., in Kubitzki (2004)
- Stahl, B (2004). Theophrastaceae. pp. 472-478., in Kubitzki (2004)